# Élisabeth de Kiev
Élisabeth de Kiev, née en 1022 et morte à une date inconnue, est une reine de Norvège par son mariage.

## Biographie
Élisabeth de Kiev est la fille du grand-duc Iaroslav de Kiev et de Ingegerde de Suède. Elle épouse Harald III de Norvège en 1045. De cette union naissent :
- Maria Haraldsdotter ;
- Ingegerd de Norvège, elle épousa Olaf Ier de Danemark, puis épousa Philippe de Suède.

### Sources
- La saga de Harald l'impitoyable, XIIIe siècle, traduite et présentée par Régis Boyer, Payot, 1979.